# Меги Шипстед
Меги Шипстед (енгл. Maggie Shipstead; Мишон Вијехо, Калифорнија, 1983) је америчка књижевница, романописац, аутор кратких прича, есејиста и путописац. Ауторка је Seating Arrangements (Распоред седења) (2012), Astonish Me (Зачуди ме) (2014), Great Circle (Велики круг) (2021) и збирке кратких прича You Have a Friend in 10A (Имаш пријатеља у 10А) (2022).

## Младост и образовање
Шипстед је одрасла у Мишион Вијехо, Калифорнија.  Њена мајка је била професор дечјег психологије и уврстила је Шипстед у програм за "даровиту" децу на основу IQ теста са пет година. Бавила се и такмичењем у јахању.
Шипстед је похађала Универзитет Харвард и док је тамо боравила размишљала је о томе да постане писац, први пут након што је похађала курс креативног писања Зејди Смит.  Након што је стекла МФА на радионици за писце у Ајови, добила је Стегнерову стипендију. 

## Каријера писања
Након што је завршила Стегнер стипендију, објавила је свој први роман, Seating Arrangements, 2012.  У књизи описује свадбени викенд на измишљеном острву Нове Енглеске, и роман добио је похвале критике. The New York Times га је описао као „паметан и пенасти дебитантски роман“,  и добио је награду Los Angeles Times-а за прву белетристику и Награду Дилан Томас.  
Њен други роман, Astonish Me (2014), обухвата три деценије интрига и романтике у свету балета почев од 1977.  Добио је помешане критике, а New York Times је описао прозу као „неизузетну, подређену замаху Шипстедовог шематског заплета“.  Међутим, The Guardian га је хвалио због „спретног писања једва да промаши ритам, а свака неуверљивост заплета је довољно надокнађена њеним озбиљним обраћањем посвећености уметничком подухвату који прелази генерације и плени супротстављене појединце“. 
Године 2021. објавила је свој трећи роман, Great Circle, који је добио широко признање. The Washington Post описао га је као „велико дело историјске фикције о „дами пилоту“ средином 20. века“.  Ушао је у ужи избор за Букерову награду 2021.   и за Женску награду за белетристику 2022.  Приказује неустрашиву жену авијатичарку, Меријан Грејвс, која се бори да пробије сексистичке норме авијације од 1910-их до 1950-их, док уоквирује причу кроз очи глумице која данас глуми Меријан Грејвс на екрану. Picturestart га је изабрао у лето 2021. за развој у телевизијску емисију, а Шипстед је била извршни продуцент. 
Шипстед је 2022. објавила збирку кратких прича You Have a Friend in 10A. Многе кратке приче су раније објављиване у часописима као што су Tin House и Virginia Quarterly Review у деценији која је претходила објављивању Great Circle.  Иако су многе од десет прича биле похваљене, неки рецензенти су критиковали књигу због недоследности: док је The New York Times хвалио писање "La Moretta" као истакнуто, приметио је да су друге приче деловале „очигледно недовршене“. 
Шипстед такође проводи велики део свог времена путујући светом, те је и есејиста и путописац. Писала је за часописе и новине укључујући Condé Nast Traveler, The New York Times, and Departures. 

## Лични живот
Шипстед живи у Лос Анђелесу, Калифорнија са својим псом Гасом. Иако је тамо, она много путује.  Писала је о романтичној вези коју је имала са мушкарцем којег је упознала на путовању кроз субантарктичка острва јужно од Новог Зеланда за Modern Love (Модерну љубав).  